# جوليس برتون
جوليس برتون (بالفرنسية: Jules Breton) (و. 1827 – 1906 م) هو رسام، وكاتب، وشاعر فرنسي، ولد في كوريريس، وكان عضوًا في الأكاديمية الملكية للفنون، توفي في باريس، عن عمر يناهز 79 عاماً.

## التعليم
تعلم في Albert Chatelet High School ‏.